# Eriogonum scalare
Eriogonum scalare är en slideväxtart som beskrevs av Sereno Watson. Eriogonum scalare ingår i släktet Eriogonum och familjen slideväxter. Inga underarter finns listade i Catalogue of Life.